# Sommeslaget
Sommeslaget er en britisk stumfilm fra 1916 af Geoffrey Malins.